# تپه اللهوردی بلاغی
تپه اللهوردی بلاغی مربوط به دوره اشکانیان است و در شهرستان مشگین‌شهر، بخش مرادلو، دهستان ارشق غربی، روستای ملالو واقع شده و این اثر در تاریخ ۲۶ اسفند ۱۳۸۷ با شمارهٔ ثبت ۲۵۸۰۵ به‌عنوان یکی از آثار ملی ایران به ثبت رسیده است.